# Aciotis asplundii
Aciotis asplundii là một loài thực vật thuộc họ Melastomataceae. Nó là loài đặc hữu của Ecuador. Môi trường sống tự nhiên của nó là các khu rừng vùng núi ẩm nhiệt đới hoặc cận nhiệt đới.